# Savara contraria
Savara contraria là một loài bướm đêm trong họ Noctuidae.